# Eric Marienthal
Eric Marienthal (Sacramento, California, 19 de diciembre de 1957) es un saxofonista de smooth jazz y jazz fusión.

## Historial
Estudió en el Berklee College of Music, a partir de 1976. Marienthal comenzó su carrera profesional, en 1980, con el trompetista de jazz de Nueva Orleans, Al Hirt. Tras regresar a Los Ángeles, Eric entró a formar parte de la banda de jazz rock, Chick Corea Elektric Band. Grabó 6 CDs con esta banda, dos de los cuales fueron Premios Grammy.
Marienthal tocó después, como músico de sesión, con Elton John, Barbra Streisand, Billy Joel, Stevie Wonder, Dionne Warwick, Burt Bacharach, Aaron Neville, Johnny Mathis, Dave Grusin, Lee Ritenour, David Benoit, The Rippingtons, Gordon Goodwin's Big Phat Band, Patti Austin, Lou Rawls, David Lee Roth, Yellowjackets, B.B. King, Ramsey Lewis, Patti Labelle, Olivia Newton-John, y muchos otros artistas.
Seis de las grabaciones de Marienthal como líder, han alcanzado el Top 10 de las listas de radio de EE. UU., dos de ellas con el #1. Su disco "Oasis" , alcanzó el Top 5 del Billboard Contemporary Jazz Chart. También ha sido elegido como mejor saxo alto del año, en varias ocasiones, en los polls de la revista Jazziz Magazine.
Ha escrito también tres libros de carácter docente, "Comprehensive Jazz Studies & Exercises", "The Ultimate Jazz Play Along" y "The Music Of Eric Marienthal", así como los videos "Play Sax From Day One", "Modern Sax" y "Tricks Of The Trade", todos ellos publicados por Warner Brothers Publications.
Eric Marienthal trabaja actualmente, como primer saxo alto, en la Gordon Goodwin's Big Phat Band.

## Discografía
- Just Around the Corner, 2007 - Peak Records
- Got You Covered,  2005 - Peak Records
- Sweet Talk, 2003 - Peak Records
- Turn Up the Heat, 2001 - Peak Records
- Walk Tall: Tribute to Cannonball Adderley, 1998 - PolyGram/i.e.Music
- Easy Street 	1997 - PolyGram/Verve/i.e.Music
- Street Dance,	1994 - GRP Records
- One Touch, 1993 - GRP Records
- Oasis, 1991 - GRP Records
- Crossroads, 1990 -  	GRP Records
- Round Trip, 1989 -  	GRP Records
- Voices of the Heart, 1988 - GRP Records
- Compilation Collection, 1997 -